# 开封经济技术开发区
开封经济技术开发区是位于河南省开封市的国家级经济技术开发区。行政上它是开封新区的管辖范围。

## 简介
开发区成立于1992年。1997年被省政府批准为高新技术产业园区，成为河南省唯一一个集经济开发区和高新区于一体的综合开发区。2010年11月升级为国家级经济技术开发区。
目前已初步形成了汽车零部件、现代装备制造、食品及农副产品深加工三大主导产业集群。2011年财政收入9.59亿元，规模以上工业总产值达145亿元。

## 著名企业
- 河南煤化开封空分集团有限公司
- 开封市翰园铁路橡塑实业有限公司
- 河南巨力玻璃有限公司
- 河南众力空分设备有限公司
- 河南开元空分集团有限公司
- 河南新开电气集团股份有限公司
- 开封黄河空分集团有限公司
- 开封盛达电机制造有限公司
- 开封欧帕自动化有限公司
- 开封日津汽车线束有限公司[5]